# الکساندر سوروس
مارْکوس اورِلیوس سِوِروس اَلِکْسانْدِر (۲۰۸–۲۳۵) (به لاتین: Marcus Aurelius Severus Alexander) که بیشتر با نام الکساندر سِوِروس (به انگلیسی: Alexander Severus) شناخته می‌شود، امپراتور روم و آخرین امپراتور دودمان سوری بین سال‌های ۲۲۲ تا ۲۳۵ بود.
الکساندر وارث پسر خاله خود، امپراتور ۱۸ ساله هلیوگابال بود که به همراه مادرش جولیا سوئمیاس توسط محافظان خود، به قتل رسیدند، که به نشانه تحقیر، بقایای آنها را به رودخانه تیبر انداختند. او و پسر خاله اش هر دو نوه‌های زن بسیار اثرگذار و قدرتمند جولیا مائسا بودند که مقدمات اعلامیه هلیوگابال را به عنوان امپراتور توسط لژیون سوم معروف گالیکا ترتیب داده بود. این شایعه مرگ الکساندر بود که باعث ترور هلیوگابال و مادرش شد، که توسط جولیا مائسا برای سرنگونی مادر و پسر و جایگزین آنها با السکاندر و جولیا مامیا که بیشتر مطیع دستورها او بودند برنامه‌ریزی شده بود، بیشترین دلیل برای سرنگونی آنها به این شکل برای حفظ ثبات امپراتوری بود که توسط مائسا برنامه‌ریزی شده بود، زیرا هلیوگابال و مادرش جولیا سوئمیاس هر دو حاکمان بی کفایت و بی بنده و باری بودند و همین مسائل یک تحول فوق‌العاده خطرناک سیاسی بر زده او و امپراتوری بود.
سلطنت ۱۳ ساله الکساندر که طولانی‌ترین دوره سلطنت یک امپراتور انفرادی از زمان آنتونینوس پیوس بود، در سالهای نخست سلطنت خود، مادربزرگش جولیا مائسا و مادرش جولیا مامیا حق کنترل او (بنابراین حق مدیریت امپراتوری) را در دست گرفتند و هر روز در راس ارگان‌های امپراتوری در سنای روم نشستند و بر امور دولت نظارت می‌کردند و از سوی الکساندر تصمیمات را اتخاذ کرده و اصلاحاتی را در امپراتوری ایجاد می‌کردند، دو جولیا برای ایجاد یک امپراتوری معتدل و باشرافت در تلاش بودند، با مرگ جولیا مائسا دخترش جولیا مامیا به تنهایی در راس دولت امپراتوری و اثرگذاری بر پسرش الکساندر قرار گرفت و او با جدیت تلاش می‌کرد، دولت را در نهایت خوبی و آرامش نگهدارد. الکساندر پس از رسیدن به بزرگسالی، که همچنان خود را ناتوان در امور دید، الکساندر برای این که اقتدار مادر خود را همچنان بر سرش نگهدارد احترام خود را نسبت به مادرش جولیا مامیا تأیید کرد و مقام consors imperii (شریک در حاکمیت) به او داد، این مقام در گذشته به‌طور عملاً به دو زن دیگر آگریپینا جوان و جولیا دومنا هم داده شده بود، همچنین مارکوس آئورلیوس این مقام را برای لوسیوس وروس برگزیده بود که او را به عنوان یک امپراتور مشترک به‌طور کامل همراهی می‌کرد، اما جولیا مامیا اولین زنی بود که با استفاده از این مقام از قدرت مشترکاً مثل لوسیوس وروس استفاده می‌کرد (در رده مردانه اما از طریق منافع قدرت پسرش، اما بدون محبوبیت).
السکاندر همچنین در طول وجود امپراتوری متحد دومین و جوانترین فرد امپراتور قانونی روم بود که جوانترین آنها گوردیان سوم بود. زمان سلطنت الکساندر با صلح بسیار رونق داشت. با این حال، روم از نظر نظامی با ظهور امپراتوری ساسانیان و رشد روزافزون اقوام آلمان به مقابله برخاست. وی با مشورت با مادرش به جنگ با ساسانیان پرداخت و با روابط دیپلماسی موفق شد تهدید ساسانیان را که در اوج قدرت‌گیری در منطقه بود را بررسی کند. اما هنگام مبارزه علیه قبایل ژرمنی، الکساندر این بار هم به تحریک مادرش تلاش کرد تا با درگیر کردن دیپلماسی و رشوه خواری صلح کند. این امر و همچنین به ویژه کاهش دستمزد سربازان توسط جولیا مامیا باعث از بین رفتن محبوبیت وی در بین بسیاری از افراد در ارتش روم و نارضایتی در پایگاه‌های نظامی امپراتوری شد، و منجر به توطئه ای گسترده شد که در نهایت به ترور الکساندر و مادر قدرتمندش جولیا مامیا و مشاوران آنها ختم شد، و در نهایت باعث پیوستن ماکسیمینوس تراکس به تاج و تخت امپراتوری شد. مرگ الکساندر واقعه تمام شدن صلح اقتصادی و مدنی و آغاز دوران بحران قرن سوم و درگیری نظامی را رقم زد - تقریباً ۵۰ سال جنگ داخلی، حمله خارجی و فروپاشی اقتصاد پولی بود. در نهایت تقسیم امپراتوری را در شرق و غرب رقم زد.

## زندگی
الکساندر سوروس با نام اصلی مارکوس جولیوس گسیوس باسیانوس الکسیانوس (به انگلیسی: Marcus Julius Gessius Bassianus Alexianus) در ۱ اکتبر ۲۰۸ در فنیقیه زاده شد. او عموزاده و جانشین هلیوگابال بود که پس از به قتل رسیدن او با فتنه مادربزرگشان جولیا مائسا در ۲۲۲ میلادی به عنوان امپراتور جدید روم و در ۱۳ سالگی با عنوان سزار مارکوس اورلیوس سوروس الکساندر آگوستوس به قدرت رسید.
الکساندر سوروس جوان، امپراتوری بسیار ضعیف و زیر نفوذ دیگران به‌ویژه مادربزرگش جولیا مائسا و مادرش جولیا مامیا که پس از مرگ مادربزرگش تنها تحت کنترل مادرش جولیا مامیا بود، قرار داشت. همین امر سبب شده بود تا او توانایی لازم برای کنترل ارتش روم در کارزار گسترده و طولانی مدت نظامی را نداشته باشد. از طرف دیگر با روی کار آمدن ساسانیان در ایران و پادشاهی اردشیر بابکان، دولت روم از سمت شرق و در شمال با حمله پی در پی ژرمنی‌ها دچار مشکل جدی شده بود.
الکساندر سوروس و مادرش جولیا مامیا در سال ۲۳۵ میلادی و هنگامی که آمادهٔ نبرد با ژرمن‌ها می‌شدند به دست سربازان یاغی به قتل رسیدند و مرگ او و مادرش پایانی بود بر دوران دودمان سوری در روم و همچنین پایان سلطه زنان بر امپراتوری که از آغاز سلسله با جولیا دومنا شروع شده بود، و با جولیا مامیا تمام شد نشان داد.